# Liste des anciens noms de communes d'Algérie pendant la période coloniale
La liste des anciens noms français de communes d'Algérie répertorie les communes d'Algérie pendant la colonisation française dont le nom a changé depuis l'indépendance du pays en 1962.
Ne sont pas répertoriées dans cette liste :
- les communes qui ont conservé leur nom arabe ou berbère durant la colonisation;
- les communes dont le nom français est resté en usage après l'indépendance (les transcriptions françaises de noms arabes ou berbères sont  exclues (Al Djazāir pour Alger, Wahran pour Oran, Qacentina pour Constantine, etc.);
- Les anciens noms des quartiers considérés à tort comme étant des communes;
- Les anciennes communes qui sont considérées comme des villages après l'indépendance.

La majorité des changements de noms ont été effectuées en 1965 par décret officiel sous la présidence de Houari Boumédiène.
- Haut – A
- B
- C
- D
- E
- F
- G
- H
- I
- J
- K
- L
- M
- N
- O
- P
- Q
- R
- S
- T
- U
- V
- W
- X
- Y
- Z

## Par wilaya rattaché

### Wilaya de Chlef
| Nom actuel     | Nom avant 1962 |
| -------------- | -------------- |
| Abou El Hassan | Cavaignac      |
| Bénairia       | Flatters       |
| Sidi Akkacha   | Montenotte     |
| Ouled Fares    | Warnier        |

### Wilaya de Oum El Bouaghi
| Nom actuel     | Nom avant 1962  |
| -------------- | --------------- |
| Berriche       | Jean Rigal      |
| Bir Chouhada   | Levasseur       |
| Meskiana       | La Meskiana     |
| Ouled Hamla    | Berteaux        |
| Ouled Zouaï    | Les Lacs        |
| Oum El Bouaghi | Canrobert       |
| Souk Naamane   | Rouget-de-Lisle |

### Wilaya de Batna
| Nom actuel | Nom avant 1962 |
| ---------- | -------------- |
| Aïn Touta  | Mac-Mahon      |
| Boulhilat  | Lutaud         |
| Oued El Ma | Bernelle       |
| Oued Taga  | Bou-Ahmar      |
| Seriana    | Pasteur        |
| Tazoult    | Lambèse        |

### Wilaya de Béjaïa
| Nom actuel | Nom avant 1962 |
| ---------- | -------------- |
| Béjaïa     | Bougie         |
| Oued Ghir  | La-Réunion     |

### Wilaya de Béchar
| Nom actuel | Nom avant 1962 |
| ---------- | -------------- |
| Béchar     | Colomb-Béchar  |

### Wilaya de Blida
| Nom actuel  | Nom avant 1962 |
| ----------- | -------------- |
| Chiffa      | La Chiffa      |
| Meftah      | Rivet          |
| Ouled Yaïch | Dalmatie       |

### Wilaya de Bouira
| Nom actuel       | Nom avant 1962 |
| ---------------- | -------------- |
| Aïn El Hadjar    | Aboutville     |
| Aïn Laloui       | Bertville      |
| Bir Ghbalou      | Bir Rabalou    |
| Djebahia         | Laperrine      |
| Kadiria          | Thiers         |
| Lakhdaria        | Palestro       |
| M'Chedellah      | Maillot        |
| Sour El Ghozlane | Aumale         |

### Wilaya de Tébessa
| Nom actuel | Nom avant 1962  |
| ---------- | --------------- |
| El Aouinet | Clairefontaine  |
| Hammamet   | Youks-les-Bains |

### Wilaya de Tlemcen
| Nom actuel       | Nom avant 1962 |
| ---------------- | -------------- |
| Aïn Youcef       | Lavayvssière   |
| Ghazaouet        | Nemours        |
| Hennaya          | Eugène-Etienne |
| Maghnia          | Marnia         |
| Marsa Ben M'Hidi | Port Say       |
| Remchi           | Montagnac      |
| Ouled Mimoun     | Lamoricière    |
| Sabra            | Turenne        |
| Sidi Abdelli     | Les Abdellys   |

### Wilaya de Tiaret
| Nom actuel                     | Nom avant 1962    |
| ------------------------------ | ----------------- |
| Aïn Deheb                      | La-Fontaine       |
| Dahmouni                       | Trumelet          |
| Hamadia                        | Victor-Hugo       |
| Mahdia                         | Burdeau           |
| Mechraa Safa                   | Prévost-Paradol   |
| Mellakou                       | Palat             |
| Rahouia                        | Montgolfier       |
| Sidi Hosni                     | Waldeck-Rousseau  |
| Sougueur                       | Trezel            |
| Aïn El Khadra après Takhemaret | Dominique-Luciani |
| Zmalet El Emir Abdelkader      | Megane            |

### Wilaya de Tizi Ouzou
| Nom actuel          | Nom avant 1962   |
| ------------------- | ---------------- |
| Aïn El Hammam       | Michelet         |
| Aïn Zaouia          | Pirette          |
| Azeffoun            | Port Gueydon     |
| Draâ Ben Khedda     | mirabeau         |
| Larbaa Nath Irathen | Fort-National    |
| Tadmaït             | Camp-du-Maréchal |
| Tigzirt             | Tigzirt-sur-mer  |

Boudjima.                    Beauprêtre

### Wilaya d'Alger
| Nom actuel   | Nom avant 1962 |
| ------------ | -------------- |
| Bologhine    | Saint-Eugène   |
| Dar El Beïda | Maison-Blanche |
| El Harrach   | Maison-Carrée  |

### Wilaya de Jijel
| Nom actuel      | Nom avant 1962 |
| --------------- | -------------- |
| El Aouana       | Cavallo        |
| Emir Abdelkader | Strasbourg     |
| Jijel           | Djidjelli      |
| Kaous           | Duquesne       |
| Settara         | Catinat        |

### Wilaya de Sétif
| Nom actuel    | Nom avant 1962    |
| ------------- | ----------------- |
| Aïn Azel      | Ampère            |
| Aïn Oulmène   | Colbert           |
| Aïn El Kebira | Périgotville      |
| Beni Foudda   | Sillegue          |
| El Eulma      | Saint-Arnaud      |
| Guidjel       | Chasseloup-Laubat |
| Salah Bey     | Pascal            |

### wilaya de Saïda
| Nom actuelle   | Nom avant 1962   |
| -------------- | ---------------- |
| Hammam Rabbi   | Les Eaux-Chaudes |
| Moulay Larbi   | Wagram           |
| Rebahia        | Nazereg-Flinois  |
| Sidi Boubekeur | Charrier         |
| Sidi Amar      | Franchetti       |
| Youb           | Bertholot        |

### Wilaya de Skikda
| Nom actuel        | Nom avant 1962   |
| ----------------- | ---------------- |
| Aïn Bouziane      | Col-des-Oliviers |
| Aïn Charchar      | Auribeau         |
| Bekkouche Lakhdar | Gastu            |
| Bouchtata         | Praxbourg        |
| Cheraïa           | Bordj de Cheraya |
| El Hadaiek        | Saint Antoine    |
| EI Marsa          | Jean Bart        |
| Emdjez Edchich    | Robertville      |
| Es Sebt           | La Roberteau     |

### Wilaya de Sidi Bel Abbès
| Nom actuel        | Nom avant 1962  |
| ----------------- | --------------- |
| Aïn El Berd       | Oued Imbert     |
| Aïn Thrid         | Bonnier         |
| Belarbi           | Baudens         |
| Ben Badis         | Descartes       |
| Dhaya             | Bossuet         |
| Hassi Dahou       | Boutin          |
| Hassi Zehana      | Tassin          |
| Ras El Ma         | Bedeau          |
| Redjem Demouche   | Crampel         |
| Sfisef            | Mercier-Lacombe |
| Sidi Ali Ben Youb | Chanzy          |
| Sidi Ali Boussidi | Parmentier      |
| Sidi Brahim       | Prudon          |
| Sidi Hamadouche   | Les Trembles    |
| Sidi Khaled       | Palissy         |
| Sidi Lahcene      | Détrie          |
| Teghalimet        | Tirman          |
| Zerouala          | Deligny         |

### Wilaya de Annaba
| Nom actuel | Nom avant 1962 |
| ---------- | -------------- |
| Annaba     | Bône           |
| Berrahal   | Aïn Mokra      |
| Chetaïbi   | Herbillon      |
| El Hadjar  | Duzerville     |
| Seraïdi    | Bugeaud,       |

### Wilaya de Guelma
| Nom actuel      | Nom avant 1962 |
| --------------- | -------------- |
| khezara bensmih | lapaine        |
| Aïn Larbi       | Gounod         |
| Aïn Makhlouf    | Renier         |
| Bouchegouf      | Duvivier       |
| Boumahra Ahmed  | Petit          |
| EI Fedjoudj     | Kellermann     |
| Tamlouka        | Montcalm       |

### Wilaya de Constantine
| Nom actuel     | Nom avant 1962  |
| -------------- | --------------- |
| Hamma Bouziane | Hamma-Plaisance |
| Ibn Ziad       | Rouffach        |
| Zighoud Youcef | Condé-Smendou   |

### Wilaya de Médéa
| Nom actuel            | Nom avant 1962    |
| --------------------- | ----------------- |
| Chellalat EI Adhaoura | Maginot           |
| Chellalat EI Adhaoura | Maginot           |
| Derrag                | Letourneux        |
| Djouab                | Masqueray         |
| Draa Essamar          | Lodi              |
| EI Omaria             | Champlain         |
| Ksar El Boukhari      | Boghari           |
| Ouamri                | Borély-la Sapie   |
| Ouzera                | Loverdo           |
| Seghouane             | Arthur            |
| Si Mahdjoub           | Nelsonbourg       |
| Tamesguida            | Mouzaïa-les-Mines |
| Zoubiria              | Brazza            |
| El Azizia             | Les Frênes        |

### Wilaya de Mostaganem
| Nom actuel    | Nom avant 1962     |
| ------------- | ------------------ |
| Aïn Nouïssy   | Noisy-les-Bains    |
| Aïn Boudinar  | Bellecôte          |
| Hadjajd       | Bosquet            |
| Hassi Mameche | Rivoli             |
| Khadra        | Picard             |
| Kheireddine   | Tounin             |
| Mesra         | Aboukir            |
| Sayada        | Pélissier          |
| Sidi Ali      | Cassaigne          |
| Sidi Belattar | Pont-du-Chélif     |
| Sidi Lakhdar  | Lapasset           |
| Sour          | Bellevue           |
| Stidia        | Georges-Clémenceau |

### Wilaya de Mascara
| Nom actuel    | Nom avant 1962        |
| ------------- | --------------------- |
| Bou Henni     | Bou Hanifia-les Bains |
| Bou Henni     | Jean-Mermoz           |
| El Ghomri     | Nouvion               |
| Ghriss        | Thiersville           |
| Hacine        | Dublineau             |
| Khalouia      | Sonis                 |
| Mohammedia    | Perrégaux             |
| Oggaz         | Maréchal-Leclerc      |
| Oued El Abtal | Uzès-le-Duc           |
| Sidi Kada     | Cacherou              |
| Sig           | Saint-Denis-du-Sig    |
| Tighennif     | Palikao               |
| Zahana        | Saint-Lucien          |

### Wilaya d'Oran
| Nom actuel       | Nom avant 1962  |
| ---------------- | --------------- |
| Aïn El Bia       | Damesme         |
| Ben Freha        | Legrand         |
| Bethioua         | Saint Leu       |
| Bir El Djir      | Arcole          |
| Boufatis         | Saint-Louis     |
| El Braya         | Mangin          |
| EI Kerma         | Valmy           |
| Gdyel            | Saint-Cloud     |
| Hassi Mefsoukh   | Renan           |
| Mersa El Hadjadj | Port-aux-Poules |
| Sidi Benyebka    | Kléber          |

### Wilaya d'El Bayadh
| Nom actuel | Nom avant 1962 |
| ---------- | -------------- |
| El Bayadh  | Géryville      |

### Wilaya de Bordj Bou Arréridj
| Nom actuel  | Nom avant 1962 |
| ----------- | -------------- |
| Belimour    | Cerez          |
| El Hamadia  | Lecourbe       |
| Ras El Oued | Tocqueville    |

### Wilaya de Boumerdès
| Nom actuel       | Nom avant 1962          |
| ---------------- | ----------------------- |
| Baghlia          | Rebeval                 |
| Bordj El Bahri   | Cap-Matifou             |
| Boumerdes        | Rocher-Noir             |
| Boudouaou        | Alma                    |
| Khemis El Kechna | Fondouk                 |
| Naciria          | Haussonvillers          |
| Ouled Moussa     | Saint-Pierre-Saint-Paul |
| Si Mustapha      | Félix-Faure             |
| Sidi Daoud       | Bois-Sacré après Abbo   |
| Thenia           | Ménerville              |
| Tidjelabine      | Belle-Fontaine          |
| Zemmouri         | Courbet                 |

### Wilaya d'El Tarf
| Nom actuel | Nom avant 1962 |
| ---------- | -------------- |
| Chihani    | Barral         |
| EI Aïoun   | Lacroix        |
| El Kala    | La Calle       |

### Wilaya de Tissemsilt
| Nom actuel               | Nom avant 1962 |
| ------------------------ | -------------- |
| Bordj Bou Naama          | Molière        |
| Bordj El Emir Abdelkader | Trolard Taza   |
| Khemisti                 | Bourbaki       |
| Ouled Bessem             | Liebert        |
| Tissemsilt               | Vialar         |

### Wilaya de Khenchela
| Nom actuel | Nom avant 1962 |
| ---------- | -------------- |
| Baghaï     | Auguste-Comte  |
| Kaïs       | Edgar-Quinet   |

### Wilaya de Souk Ahras
| Nom actuel  | Nom avant 1962 |
| ----------- | -------------- |
| M'daourouch | Montesquieu    |
| Mechroha    | Laverdure      |

### Wilaya de Tipaza
| Nom actuel    | Nom avant 1962  |
| ------------- | --------------- |
| Aïn Tagourait | Bérard          |
| Bou Ismaïl    | Castiglione     |
| Damous        | Dupleix         |
| Hadjout       | Marengo         |
| Khemisti      | Tefeschoun      |
| Khraicia      | Crescia         |
| Larhat        | Villebourg      |
| Menaceur      | Marceau         |
| Nador         | Desaix          |
| Sidi Amar     | Zurich          |
| Sidi Ghiles   | Novi            |
| Sidi Rached   | Montebello      |
| Souidania     | Saint-Ferdinand |

### Wilaya de Mila
| Nom actuel | Nom avant 1962 |
| ---------- | -------------- |
| Aïn Tine   | Belfort        |
| Tadjenanet | Saint-Donat    |

### Wilaya de Aïn Defla
| Nom actuel           | Nom avant 1962      |
| -------------------- | ------------------- |
| Aïn Lechiakh         | Voltaire            |
| Aïn Benian           | Vesoul-Bénian       |
| Aïn Defla            | Duperré             |
| Aïn Torki            | Margueritte         |
| Arib                 | Littré              |
| Ben Allal            | Levacher            |
| Bordj El Emir Khaled | Pont-du-Caïd        |
| Djendel              | Lavigerie et Lannoy |
| El Abadia            | Carnot              |
| Oued Djemaa          | Ferry               |
| Sidi Lakhdar         | Lavarande           |
| Tarik Ibn Ziad       | Marbot              |

### Wilaya de Aïn Témouchent
| Nom actuel      | Nom avant 1962  |
| --------------- | --------------- |
| Chaabat El Ham  | Laferrière      |
| El Amria        | Lourmel         |
| EI Malah        | Rio Salado      |
| Hassi El Ghella | Er Rahel        |
| Sidi Ben Adda   | Trois-Marabouts |
| Tamzoura        | Saint-Maur      |
| Terga           | Turgot          |

### Wilaya de Relizane
| Nom actuel           | Nom avant 1962 |
| -------------------- | -------------- |
| Aïn Tarek            | Guillaumet     |
| Djidiouia            | Saint-Aimé     |
| El Matmar            | Clinchant      |
| Oued Essalem         | Henri-Huc      |
| Oued Rhiou           | Inkermann      |
| Sidi M'Hamed Ben Ali | Renault        |

### Wilaya de Béchar
| Nom actuel | Nom avant 1962 |
| ---------- | -------------- |
| Béchar     | Colomb-Béchar  |

### Wilaya de Bordj Badji Mokhtar
| Nom actuel          | Nom avant 1962  |
| ------------------- | --------------- |
| Bordj Badji Mokhtar | Bordj-le-Prieur |

## Par ordre alphabétique

### A
- Abbo : Sidi Daoud
- Aboukir : Mesra
- Aboutville : Aïn El Hadjar
- Affreville : Khemis Miliana
- Aïn Mokra : Berrahal
- Alma : Boudouaou
- Alma-Marine : Boudouaou El Bahri
- Altkirch : Sidi Khelifa
- Ampère : Aïn Azel
- Arago : Bordj Ali
- Arcole : Bir El Djir
- Armée Française : Aïn Bouziane
- Arthur : Tlatet Eddouar
- Auberge : Sidi Makhlouf
- Auguste-Comte : Baghai
- Aumale : Sour El-Ghozlane
- Auribeau : Aïn Charchar

### B
- Barral : Chihani
- Baudens : Belarbi
- Bayard : Menzel Bandiche
- Beauprêtre : Boufhaima
- Bedeau : Ras El Ma
- Behagle : Ain El Ahdjar
- Belcourt : Belouizdad
- Belfort : Aïn Tine
- Bellecôte : Aïn Boudinar
- Belle-Fontaine : Tidjelabine
- Bellevue : Sour
- Beni-Mansour Boudjellil
- Bérard : Ain Tagourait
- Bernelle : Oued El Ma[24]
- Berteaux : Ouled Hamla
- Bertville : Aïn Laloui
- Berthelot : Youb
- Bessombourg : Zitouna
- Biscra : Biskra
- Bitche : El Kseur
- Birmandreis (ou Le Redoute) : Bir Mourad Raïs
- Bizot : Didouche Mourad
- Blad Touaria-sous-Forêt :Touahria
- Blandan : Bouteldja El Tarf
- Blida : El Boulaida
- Blondel : Aïn Soltane Medjana
- Boghari : Ksar El Boukhari
- Bois-Sacré : Sidi Daoud
- Bône : Annaba
- Bonnier : Aïn Thrid
- Bordj-Le-Prieur : Bordj-Badji-Mokhtar
- Borely la Sapie : Ouamri عوامري

- Bosquet : Hadjadj
- Bossuet : Dhaya
- Bougainville : Sendjas
- Bougie : Béjaïa
- Boulet : Mostela Ben Brahim
- Bourlier : Sidi Haoues
- Bourbaki : Khemisti
- Boutin : Hassi Dahou
- Brazza : Zoubiria
- Bréa : Abou Tachfine
- Bugeaud : Seraïdi
- Burdeau : Mahdia (Tiaret)

### C
- Cacherou : Sidi Kada
- Café Maure : Zenata
- Camp des Chênes : El Hamdania
- Camp des Fresnes : El Azizia
- Camp-du-Maréchal : Tadmait
- Canrobert : Oum El Bouaghi
- Cap Aokas : Aokas Sidi Rehane
- Cap Matifou : Bordj El Bahri
- Carnot : El Abadia
- Cassaigne : Sidi Ali
- Castiglione : Bou Ismail
- Catinat : Settara
- Cavaignac : Abou El Hassan
- Cavallo : El Aouana
- Centre Minier-du-Djebel Onng : Djebel Onk
- Cerez : Belimour
- Césarée : Cherchell
- Champlain : El Omaria
- Changarnier : Oued Zebboudj
- Chanzy : Sidi Ali Benyoub
- Charon : Boukadir
- Charrier : Sidi Boubekeur
- Chasseloup-Laubat : Guidjel
- Chassériau : Bouzeghaia
- Châteaudun-du-Rhumel : Chelghoum Laïd
- Chèvremont : Ain Taghrout
- Chevreul : Arbaoun
- Chiffalo : Khemisti Port
- Cité du Bonheur : Bou Saada
- Clairfontaine : El Aouinet
- Clauzel : Houari Boumédiène
- Climat-de-France : Oued Koriche
- Clinchant (ou Les Silos) : El Matmar
- Col-des-Oliviers : Aïn Bouziane
- Colbert : Aïn Oulmane
- Coléa : Kolea
- Coligny : Bouira
- Collo : El Qoll
- Colmar : Amizour
- Colomb-Béchar : Béchar
- Combes : Asfour
- Condé-Smendou : Zighoud Youcef
- Condorcet : Hamla (quartier de Batna)
- Corneille : Merouana
- Courbet : Zemmouri
- Courbet-Marine : Zemmouri el Bahri
- Crampel : Redjem Demouche
- Crescia : Khraicia

### Aïn el baïda(oum bouaghi)
- Dalmatie : Ouled Yaich
- Damesme : Aïn el Bia
- Damiette : Aïn Dhab (medea)
- Damremont : Hamadi Krouma
- Davoust : Khelil
- De Foucauld : Rechaïga
- Delacroix : Azeba
- Deligny : Zerouala
- De Malherbe : Aghlal
- Desaix : Nador
- Descartes : Ben Badis
- Détrie : Sidi Lahcene
- Diderot : Oued Lili
- Djidjelli : Jijel
- Dollfusville : Oued Chorfa
- Domaine du Keroulis : Mezraet Ech Chahid Maatallah
- Dombasle : Hachem
- Dominique-Luciani : Takhemaret
- Dublineau : Hacine
- Duperré : Aïn Defla
- Dupleix : Damous
- Duquesne : Kaous
- Durambourg : Aïn Sefra
- Duveyrier: Zoubia
- Duvivier : Bouchegouf
- Duzerville : El Hadjar

### E
- Eaux-Chaudes : Ouled Khaled
- Edgar-Quinet : Kais
- Edmond-Daudet : El Hamdania
- Eguisheim : Bou Malek
- El-Arrouch : El Harrouch
- El Goléa : El Meniaa
- En Aro : Mansourah
- Er Rahel : Hassi El Ghella
- Eugène-Étienne : Hennaya

### F
- Faidherbe : Kerman
- Faucigny : El Kherba Ain Abessa
- Fauvelle : Oued Cheham
- Félix Faure : Si Mustapha
- Ferme Barot : Haouch Hammadi Krouma
- Ferme Blanche : Sidi Abdelmoumen
- Ferme Bourlier : Taslemt sbaine
- Ferme Desilles : Haouch Ali Mosbah el ghadir
- Fernandville : Hai Khemisti
- Ferry : Oued El Djemaa
- Fetzara : Fzâra berrahal
- Flatters : Bénairia
- Flaxlanden : El Outaya
- Fleurus : Hassiane E'Toual (ou Hassiane Ettoual), partie de Ben Freha
- Fondouck : Khemis El-Khechna
- Fontaine des Chameaux : Aïn el Bell
- Fontaine-du-Génie : Hadjeret Ennous
- Fort-de-l'Eau : Bordj El Kiffan
- Fort-Charlet : Djanet
- Fort-Duquesne : Kaous
- Fort-Flatters : Bordj Omar Driss
- Fort-Gardel :  bordj el haouas djenat
- Fort-Lallemand : Hassi Belhirane
- Fort-Laperrine : Tamanrasset
- Fort-Miribel : Hassi Chebbaba
- Fort-Motylinski : Tarhaouhaout
- Fort-National : Larbaa Nath Irathen
- Fort-Polignac : Illizi
- Foy : Menzel El Abtal
- Frais-Vallon : Oued Koriche
- Franchetti : Sidi Amar
- Francis-Garnier : Beni Haoua
- Fromentin : Tadjena
- Ferme-Blanche : Sidi Abdelmoumen
- Figuier : El Kerma
- Froha Khara Froha

### G
- Galbois : El Annasser
- Gallieni : Bouati Mahmoud
- Gambetta : Taoura
- Gastonville : Salah Bouchaour
- Gaston-Doumergue : Oued Berkeche
- Gastu : Zit Emba
- Général-Gouraud ou Pont-du-Caïd : Bordj Emir Khaled
- Georges-Clemenceau : Stidia
- Géryville : El Bayadh
- Gounod : Aïn Larbi
- Grarem : Grarem Gouga
- Gravelotte : Cheglibi
- Grève-d'El-Mersa : El Mersa
- Guerrara : Guellat Bou Sbaa
- Guiard : Aïn Tolba
- Guillaumet : Aïn Tarek
- Guynemer : Boukhalfa
- Guyotville : Aïn Benian

### H
- Hamadena : El Hamadna
- Hamma-Plaisance : Hamma Bouziane
- Hameau-Perret : Sidi Boumedienne
- Hanoteau : Zeboudja
- Hardy : Bougara (Tiaret)
- Henri Huc ou Henri Duc : Oued Essalem
- Haussonvillers : Naciria
- Herbillon : Chetaïbi
- Hoche : El Khabouzia
- Horace Vernet : Taourga
- Hillil : Yellel

### I
- Inkermann : Oued Rhiou
- Isserbourg : Leghata
- Isserville : Issers

### J
- Jean-Bart : El Marsa
- Jean Mermoz : Bou Henni
- Jean Rigal : Berriche
- Jean Sadeler : Houari Boumediene
- Jeanne d'Arc : plage Larbi Ben M'Hidi, Skikda
- Jemmapes : Azzaba
- Joannonville : Seybouse
- Joraf ou Jorraf : Tamesguida

### K
- Kellermann : El Fedjoudj
- Kéroulis : Chentouf
- Kherba : El Amra
- Kleber : Sidi Benyebka
- Kroubs : El Khroub

### L
- L'Amiguier-Ben-Ouazzane :  Amiyer
- L'Arba : El Arba
- L'Étoile : En Nedjma
- La Barbinais : Bir Aïssa, Ain Tassera
- La Baraque : El Hachimia
- La Bouzarea : Bouzareah
- La Calle (ou Port-de-la-Calle) : El Kala
- Lacroix : El Aioun
- La Ferme : - Hay El Houria (El Firem);
- La Fontaine : Aïn Deheb
- La Macta : El Macta
- La Madrague : El Djamila
- La Panthère : Tribu Guiyaro
- La Pérouse : Tamentfoust
- La Pointe Pescade : Raïs Hamidou (Alger)
- La Redoute : El Mouradia
- La Réunion : Oued Ghir
- La Robertsau : Es Sebt
- La Senia : Es Senia
- La Trappe : Bouchaoui
- Lafayette : Bougaa
- Laferrière : Chaabat El Leham
- Lamartine : El Karimia
- Lambèse : Tazoult
- Lambiridi : Oued Chaaba
- Lamignier : Beni Ouazzane douar amiyer
- Lamoricière : Ouled Mimoun
- Lamy : Bouhadjar
- Lanasser : El Anasser
- Landser : Ain Roua
- Lannoy : Djendel Saadi Mohamed
- Lapaine : Khizarra Ben Smih
- Lapasset : Sidi Lakhdar (Mostaganem)
- Laperrine : Djebahia
- Lauriers Roses : Makedra
- Lavarande : Sidi Lakhdar
- Lavayssière : Aïn Youcef
- Laveran : Sidi Mançar
- Laverdure : Mechroha
- Lavigerie : Djendel
- Lavoisier : texter  Ayadat
- Lecourbe : El Hamadia
- Legrand : Ben Freha
- Le Retour de la Chasse : Bab Ezzouar
- Le Kroub : El Khroub
- Le Tarf : El Tarf
- Les Abdellys : Sidi Abdelli
- Les Arbaouats : Arbaouat
- Les Asphodèles : Berrouaghia
- Les Attafs : El Attaf
- Les Dunes : Stamboul
- Les Eucalyptus : Oued Smar
- Les Frênes : El Azizia
- Les Lacs : Ouled Zouaï
- Les Silos : El Matmar
- Les Trembles : Sidi Hamadouche
- Les Trois Puits : Hassi El Biod
- Letourneux : Derrag
- Levacher : Ben Allel
- Levasseur : Bir Chouhada
- Liebert : Ouled Bessem
- Littré : Arib
- Lodi : Draa Essamar
- Lourmel : El Amria
- Loverdo : Ouzera
- Lucet : Yahia Beni Guecha
- Lutaud : Boulhilat

### M
- Mac-Donald : El Mahdia
- Mac-Mahon : Aïn Touta
- Macouda : Makouda
- Madaure : Hennchir Mdaourouch
- Magenta : El Haçaiba
- Maginot : Chellalat El Adhaoura
- Maillot : M'Chedallah
- Maison-Blanche : Dar El Beida
- Maison-Carrée : El Harrach
- Malakoff : Oued Sly
- Mangin : El Braya
- Mansouria : Ziama Mansouriah
- Marbot : Tarik Ibn Ziad
- Marceau : Menaceur
- Maréchal-Foch : Larbatache
- Maréchal-Leclerc : Oggaz
- Marengo : Hadjout
- Margueritte : Aïn Torki
- Marnia : Maghnia
- Marsal: Ain Abessa
- Martimprey : Aïn El Hadid
- Masqueray : Djouab
- Massena : Ouled Ben Abdelkader
- Mecheria : Mechria
- Médéa : Médéa
- Megane : Zmalet El Emir Abdelkader
- Ménerville : Thenia
- Mercier-Lacombe : Sfisef
- Metameur ed Darou : Matemore
- Metz : Akbou
- Meurad : Merad
- Mezrarègue : Mezrareg
- Michelet : Ain El Hammam
- Millésimo : Belkheir
- Mirabeau : Draa Ben Khadda
- Molière : Bordj Bou Naama
- Mondovi : Dréan
- Montagnac : Remchi
- Montaigne : El Aouana
- Montcalm : Tamlouka
- Montebello : Sidi Rached
- Montenotte : Sidi Akkacha
- Montesquieu : M'daourouch
- Montfroid Zonca : Zonka
- Montgolfier : Rahouia
- Montpensier : Ben Boulaïd (localité de Blida)
- Morris : Ben Mehdi
- Mostaganem : Mestghanem
- Mouka : Ighil Ali
- Mouzaïa-les-Mines : Tamesguida
- Mouzaïaville : Mouzaia
- Munier : Aïn Kerma

### N
- Navarin : Bir El Arch
- Nazereg-Flinois : Rebahia
- Negrier : Chetouane
- Nelsonbourg : Si Mahdjoub
- Nemours-d'Algérie : Ghazaouet
- Noisy-les-Bains : Aïn-Nouissy
- Nouveau-Bécha Bidon 2 : Bechar Djedid
- Nouvion : El Ghomri
- Novi : Sidi Ghiles

### O
- Obernai: Ain Melouk
- Orléansville : Chlef
- Oued Imbert : ʾAïn el Berd
- Oued Marsa : Aokas
- Ouillis : Ben Abdelmalek Ramdane
- Ouréa : Oureah

### P
- Palat : Mellakou
- Palestro : Lakhdaria
- Palikao : Tighennif (Mascara)
- Palissy : Sidi Khaled
- Parmentier : Sidi Ali Boussidi
- Pascal : Salah Bey
- Pasteur : Seriana
- Paul Cazelles : Ain Oussera
- Paul Doumer : Sidi Embarek
- Paul Robert : Taougrite
- Pélissier : Sayada
- Penthièvre : Ain Berda
- Perigotville : Ain El Kebira
- Perrégaux : Mohammadia
- Petit : Boumahra Ahmed
- Philippeville : Skikda
- Picard : Khadra
- Pierre Curie : Oum Ladjoul
- Pirette : Aïn Zaouia
- Pointe-de-Garde-de-l'Ouider : El Ouidir
- Pointe-Rouge : Souk El Bagar
- Pomel : Abdelmoumen
- Pont-de-Duvivier : Bled Bou Lamar
- Pont-de-l'Isser : Bensekrane
- Pont-du-Caïd : Bordj Emir Khaled
- Pont-du-Chélif : Sidi Belattar
- Ponteba : Oum Drou
- Port-aux-Poules : Marsat El Hadjadj
- Port-Breira : Port de Beni Haoua
- Port Breira
- Port-de-Ménard
- Port-Gueydon : Azzefoun
- Port-Say : Marsa Ben M'Hidi
- Praxbourg : Bouchetata Med
- Prevost Paradol : Mechraa Safa
- Prudon : Sidi Brahim

### R
- Rabalou : Bir Ghbalou
- Rabelais : Aïn Merane
- Rébeval : Baghlia
- Reibel : Ksar Chellala
- Relizane : Rélizane
- Renan : Hassi Mefsoukh
- Renault : Sidi M'Hamed Ben Ali
- Renier : Aïn Makhlouf
- Revoil : Beni Ounif
- Ribeauvillé : Bled Youssef
- Richelieu : Ahmed Rachedi
- Rio Salado : El Malah
- Rivet : Meftah
- Rivoli : Hassi Mameche
- Robertsau : Es Sebt
- Robertville : Emdjez Edchich
- Rochambeau : Mezaourou
- Rocher de Sel : Aïn Maabed
- Rocher-Noir : Boumerdès
- Rondon : Besbes
- Raymond Poincaré : Zaatra
- Rouffach : Ibn Ziad
- Roumi : el mahmel
- Rouget de l'Isle : Souk Naamane
- Rovigo : Bougara (Blida)
- Ruisseau : El Anasser

### S
- Saint-Aimé : Djidioua
- Saint-André-de-Mascara : Khessibia
- Saint-Antoine : El Hadaiek
- Saint-Armand : ? (département de Constantine / Kabylie)
- Saint-Arnaud : El Eulma
- Saint-Charles : Ramdane Djamel
- Saint-Cloud : Gdyel
- Saint-Cyprien-des-Attafs : Sidi Bouabida
- Saint-Denis-du-Sig : Sig
- Saint-Donat : Tadjenanet
- Saint-Eugène : Bologhine
- Saint-Ferdinand : Souidania
- Saint-Hippolyte : El Mamounia
- Saint-Joseph : Boukamouza
- Saint-Leu : Bethioua
- Saint-Louis : Boufatis
- Saint-Lucien : Zahana
- Saint-Maur : Tamzoura
- Saint-Pierre Saint-Paul : Ouled Moussa
- Sainte-Amélie : Rahmania
- Sainte-Barbe-du-Tlelat : Oued Tlelat
- Sainte-Léonie : El Mahgoun
- Sainte-Marie-aux-Mines : Khenchela
- Sainte-Monique : Cheikh Ben Yahia
- Sainte-Wilhelmine : Mehari Mohamed
- SAR:Tamellahet
- Selmane : Ouled Derradj
- Sétif : Stif
- Sidi-Ferruch : Sidi-Fredj
- Sigus : El Guerrah
- Sillègue : Beni Fouda
- Slissène ou Slissen : Moulay Slissen
- Sonis : Khalouia
- Source Blanche : Aïn Beida
- Station d'Ancer : Ounsour Enhas
- Stéphane-Gsell : souagui
- Strasbourg : Emir Abdelkader
- Suffren : Aïn Beidha
- Sully : Djebairia
- Surcouf : Aïn Chorb

### T
- Tacift : Tassift
- Taine : Layoune
- Taourmitte : Taourmit
- Tarhit : Taghit
- Tassin : Hassi Zahana
- Tefeschoun : Khemisti
- Thiers : Kadiria
- Thiersville : Ghriss
- Thiouss : Ben Thious
- Tigzirt-sur-Mer : Tigzirt
- Tirman : Teghalimet
- Tocqueville : Ras El Oued
- Tounane : Souahlia
- Tounin : Kheir Dine
- Toustain : Zitouna
- Trezel : Sougueur
- Trois-Marabouts : Sidi Ben Adda
- Trolard Taza : Bordj El Emir Abdelkader
- Troubia : Bir Mokkadem
- Trumelet : Dahmouni
- Turenne-d'Algérie : Sabra
- Turgot : Terga

### U
- Uzes-le-Duc : Oued El Abtal

### V
- Valée : Hamrouche Hamoudi
- Valmy (ou Le Figuier) : El Kerma
- Vauban : Safsaf
- Vesoul-Bénian : Aïn Benian
- Vialar : Tissemsilt
- Victor-Duruy : Oued Chaaba
- Victor-Hugo : Hamadia
- Village du Barrage : Ouled Chorfa
- Village d'el Anabres : El A’Nabra
- Village Nègre : Douar Moulay Mostafa
- Villars : Oued Cheham
- Villebourg : Larhat
- Voltaire : Aïn Lechiekh

### W
- Waldeck-Rousseau : Sidi Hosni
- Wagram : Moulay Larby
- Warnier : Ouled Fares
- Wattignies ou Watini : Belabbes

### Y
- Yatafen : Ait Saada
- Youks-les-Bains : Hammamet
- Yusuf : Aïn El Assel

### Z
- Zaccar : Zakkar
- Zecora : Zekora
- Zegla : Merine
- Zemmours : Bordj Zemoura
- Zenina : El Idrissia
- Zurich : Sidi Amar (Tipaza)